# Ахсу (перевал)
Перевал Ахсу (азерб. Ağsu aşırımı) — горный перевал на Лянгябизском хребте. Расположен между Ахсуйским и Шемахинским районами Азербайджана. Ландшафт местности состоит из лесов и кустарников. Через перевал Ахсу проложена шоссейная дорога Баку—Шемаха—Евлах. На перевале часто происходят оползни, из-за которых несколько раз приходилось останавливать автомобильное движение.